# Wye River (ort)
Wye River är en ort i Australien. Den ligger i kommunen Colac-Otway och delstaten Victoria, omkring 130 kilometer sydväst om delstatshuvudstaden Melbourne. Antalet invånare är 144.
Trakten är glest befolkad. Närmaste större samhälle är Lorne, omkring 13 kilometer nordost om Wye River. Genomsnittlig årsnederbörd är 1 081 millimeter. Den regnigaste månaden är juni, med i genomsnitt 140 mm nederbörd, och den torraste är februari, med 29 mm nederbörd.